# Candeeiro (cangaceiro)
Manoel Dantas Loiola, conhecido como Candeeiro (Buíque, 1916 - Arcoverde, 24 de julho de 2013), foi um cangaceiro integrante do bando de Lampião.

## Biografia

### Ingresso no cangaço
Entrou ao cangaço quando a fazenda onde trabalhava, em Alagoas, foi cercada pelo bando de Lampião. Recebeu do próprio comandante o seu apelido, ao se destacar num combate em Angicos, em 1937. Sua principal missão, porém, era entregar cartas aos comerciantes para exigir pagamentos. Também era conhecido como Seu Né. 

### Morte
Morreu aos 97 anos, num hospital em Arcoverde, onde havia sido internado depois de sofrer um derrame. Deixou esposa e cinco filhos. Foi o derradeiro membro do bando de Lampião a falecer.